# Kounov u Rakovníka

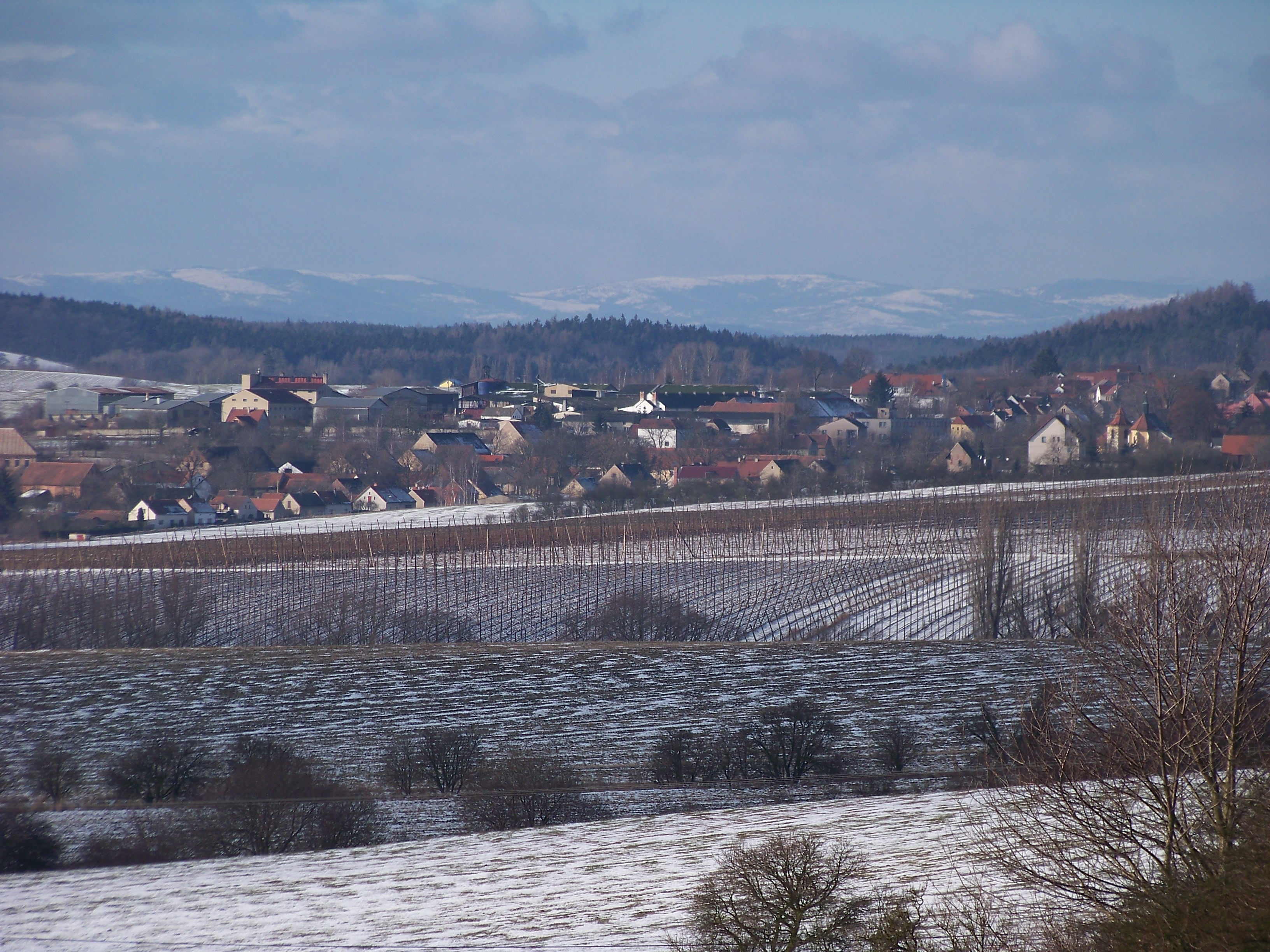
Blick von Perun auf Kounov

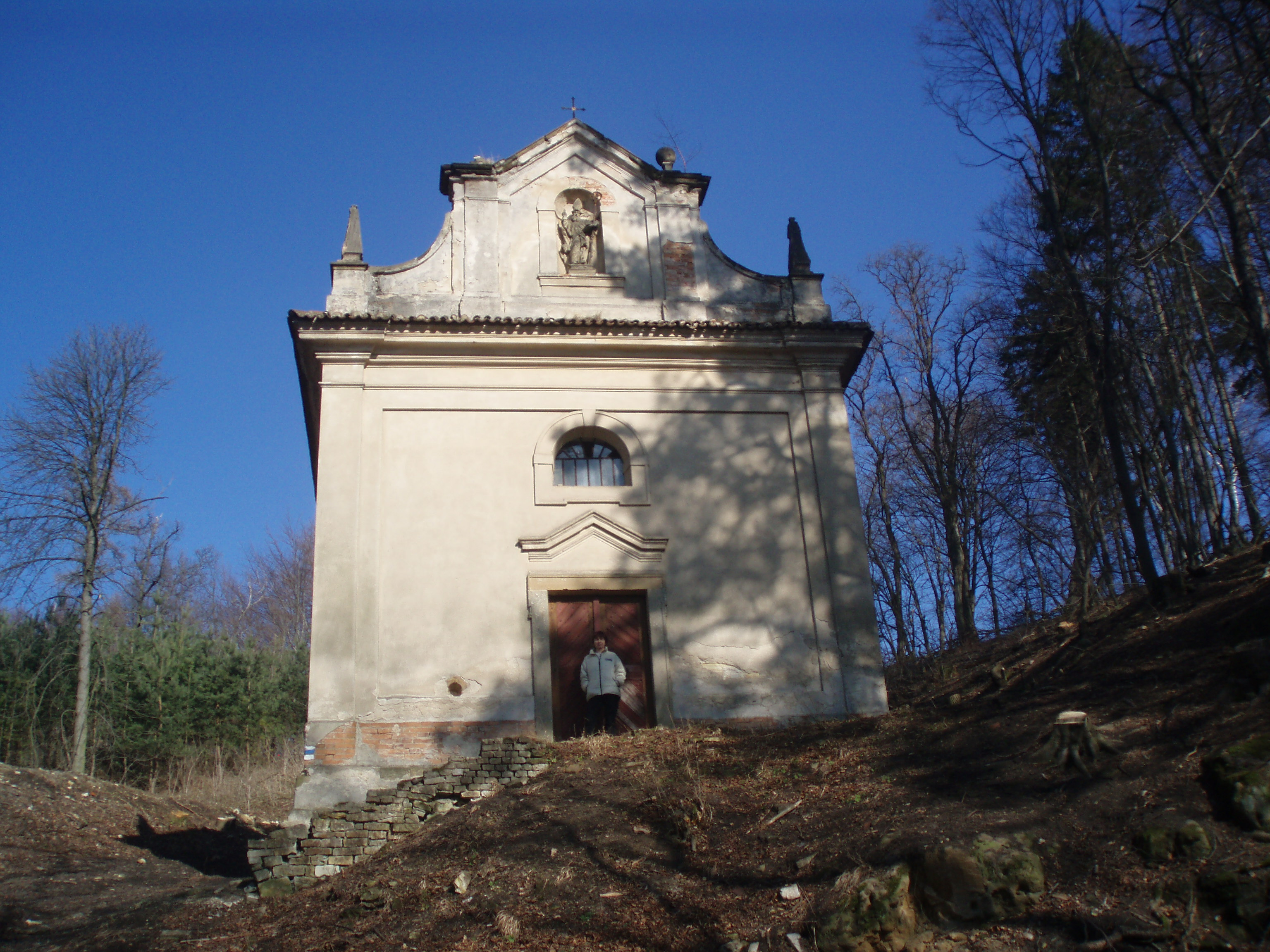
Kapelle des hl. Adalbert auf der Rovina

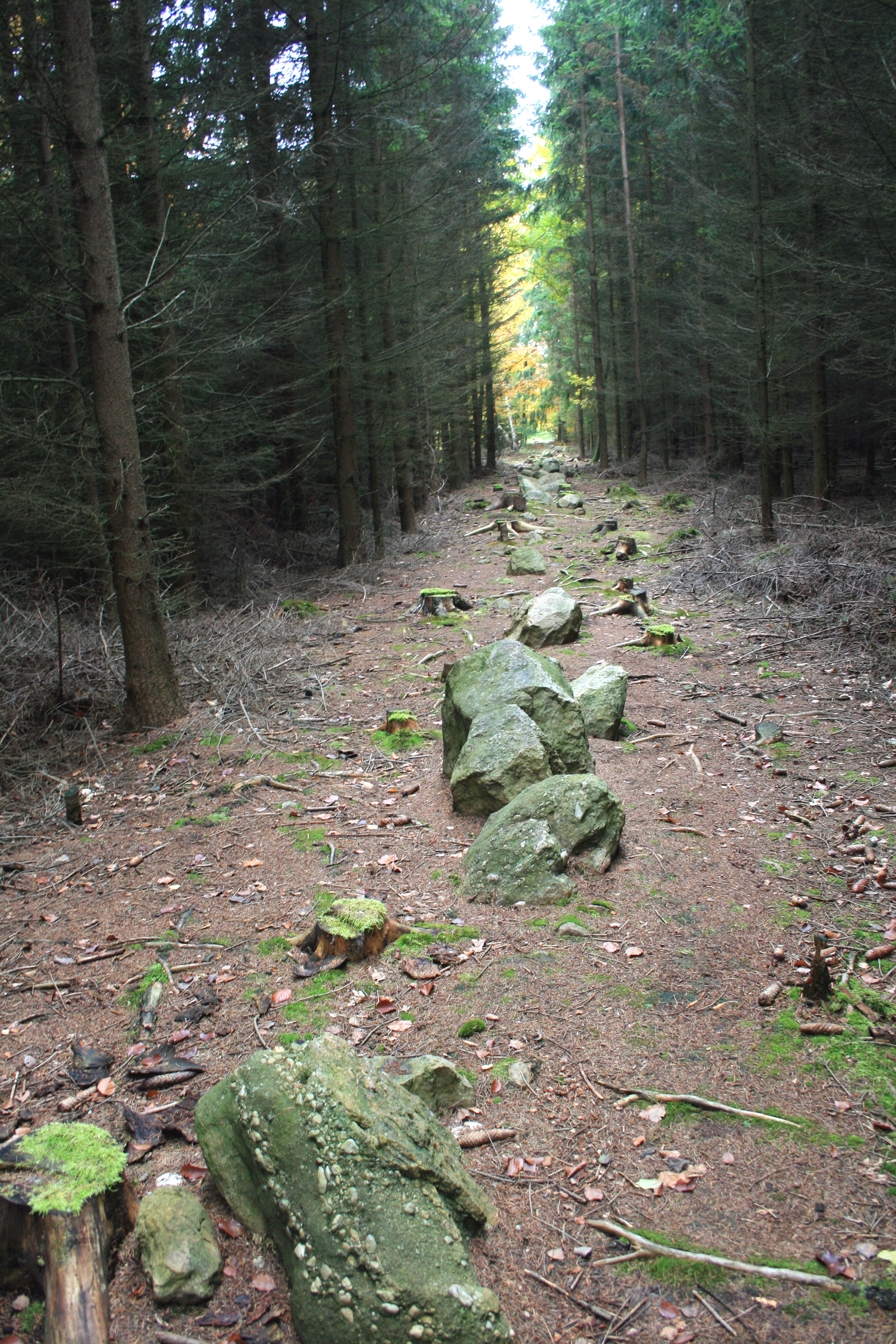
Steinreihe auf der Rovina

Kounov (deutsch Kaunowa) ist eine Gemeinde in Tschechien. Sie liegt 13 Kilometer nördlich von Rakovník und gehört zum Okres Rakovník. Bekannt wurde der Ort durch die mysteriösen Steinreihen von Kaunowa (Kounovské kamenné řady).

## Geographie
Kounov befindet sich am Übergang zwischen der Rakovnická pahorkatina (Rakonitzer Hügelland) und dem Džbán (Krugwald) am Rande des Naturparkes Džbán. Das Dorf liegt Quellgebiet des Baches Kounovský potok. Nördlich erheben sich der Špičák (490 m) und der Pískový vrch (526 m), im Nordosten die Rovina und die Zadní Rovina (524 m), südöstlich der Džbán (536 m) und im Nordwesten der Lišák (462 m). Gegen Nordwesten liegt der Tiergarten Rokyta. Am nördlichen Ortsrand verläuft die Bahnstrecke Rakovník–Louny, westlich die Bahnstrecke Praha–Chomutov.
Nachbarorte sind Nečemice, Výhledy, Třeskonice, Tuchořice, Nový Dvůr, Markvarec und Pnětluky im Norden, Domoušice und Filipov im Nordosten, Lhota pod Džbánem, Třeboc, Perun und Kroučová im Osten, Na Ratislavu, Hředle und Mutějovice im Südosten, Nesuchyně und Milostín im Süden, Povlčín, Svojetín und Vlkov im Südwesten, Janov, Nedvídkov, und Nová Hospoda im Westen sowie Deštnice, Sádek und Nový Dvůr im Nordwesten.

## Geschichte
Archäologische Funde belegen eine Besiedlung des Gemeindegebietes seit der Altsteinzeit. Auf dem Bergplateau Rovina befinden sich Reste einer steinzeitlichen Befestigungsanlage mit Gräben in Steinwällen sowie die ins 7. Jahrhundert v. Chr. datierten Steinreihen von Kaunowa.
Der Legende nach soll sich zum Ende des 10. Jahrhunderts inmitten dichter Wälder an der Stelle des Dorfes der Hof des Kuna befunden haben. Das Dorf entstand wahrscheinlich während der böhmischen Binnenkolonisation zwischen dem 11. und 12. Jahrhundert. Die erste schriftliche Erwähnung des Ortes erfolgte im Jahre 1228, als Cuno de Cunowe auf einer königlichen Urkunde als Zeuge zeichnete. Cunow gehörte zu den Lehn der königlichen Burg Křivoklát; im Dorf bestanden zwei Lehnhöfe, die an königliche Vasallen beliehen wurden. Seit dem 14. Jahrhundert ist in Kunow eine unter dem Patronat der Burg Křivoklát stehende Pfarrkirche nachweislich. In unmittelbarer Nachbarschaft von Kunow befand sich das Dorf Rychleby bzw. Krchleby, das im 14. Jahrhundert erlosch. Es wird vermutet, dass sowohl das Dorf Rychleby als auch die Burg Džbán im Jahre 1318 während der zwischen Žatec und Rakovník stattgefundenen Kämpfe zwischen Wilhelm Zajíc von Waldeck und König Johann von Luxemburg zerstört worden sind. Einige Forscher halten die St.-Adalbert-Kapelle für die Dorfkapelle von Rychleby, wonach das erloschene Dorf auf dem Plateau gestanden haben müsste. Im 15. Jahrhundert gehörte das Gut den Herren Zucker von Tamfeld, später den Herren von Nostitz. Im Jahre 1550 erwarb Burjan von Nostitz die Güter Kunow und Velhota, 1590 erbte sein Sohn Johann Adam den Besitz. Dieser beteiligte sich zusammen mit seinem Sohn Hans am Ständeaufstand von 1618. Durch einen kaiserlichen Gnadenerlass blieb ihr Gut Kaunowa von der Konfiskation verschont. Die Pfarrei erlosch während des Dreißigjährigen Krieges, ihr Sprengel wurde danach bis 1707 von der Pfarrei Děkov verwaltet. Nach dem Tode des Hans von Nostitz erbte dessen Witwe Anna Margaretha das Gut, sie überschrieb den Lehnhof 1675 ihrem Sohn Hermann Joachim Nostitz von Nostitz. Anna Margaretha von Nostitz verkaufte das Gut Kaunowa am 10. Dezember 1678 an Georg Ludwig von Sinzendorf. Dieser erwarb zugleich auch von Hermann Joachim von Nostitz den Lehnhof Kaunowa und schlug beides seiner Herrschaft Postelberg zu. Sinzendorf führte die Herrschaft zu einer wirtschaftlichen Blüte und gewährte seinen Untertanen den Freikauf von der Robot. Zu seiner Zeit erfolgte ein starker Zuzug von deutschen Siedlern. Die Namensformen Kaunow und Kaunowa sind erstmals 1687 in den örtlichen Matriken zu finden. Am 24. Mai 1692 verkaufte Philipp Ludwig Wenzel von Sinzendorf das Gut und den Lehnhof Kaunowa sowie das Gut Welhotten an den Besitzer der Herrschaft Kornhaus, Ferdinand zu Schwarzenberg. 1703 erbte Adam Franz zu Schwarzenberg den Besitz; ihm folgte ab 1732 dessen Sohn Joseph I. zu Schwarzenberg, der 1780 die Herrschaft zum Familienfideikommiss erhob. Er stiftete 1744 in Kaunowa eine Pfarrei und Schule; zuvor bildete die Kirche eine Filiale der Pfarrei Vrbno und der Unterricht fand in einer Winkelschule im Haus Nr. 48 statt. Im Jahre 1780 schlug Joseph I. die Güter Kaunowa und Welhotten der Herrschaft Kornhaus zu und erhob diese zum Familienfideikommiss. Nachfolgende Besitzer waren ab 1782 Johann I. zu Schwarzenberg, ab 1789 Joseph II. zu Schwarzenberg und ab 1833 dessen ältester Sohn und Fideikommisserbe Johann Adolf II. zu Schwarzenberg.
Im Jahre 1843 umfasste das Lehngut Kaunowa mit Welhotten eine Nutzfläche von 2051 Joch 918 Quadratklafter. Die Bevölkerung war überwiegend deutschsprachig. Die Haupterwerbsquelle bildete die Landwirtschaft, insbesondere der Hopfenbau. Der Meierhof Kaunowa war verpachtet und der Meierhof Welhotten emphyteutisch an die Herrschaft Citolib verkauft. Zum Gut Kaunowa gehörte eine Waldfläche von 1816 Joch 434 Quadratklafter, die in zwei, mit den Wäldern der Herrschaft Postelberg vereinigte Forstreviere – das Kaunower und das Welhottner Revier – eingeteilt waren und vom Waldbereiter in Nečenitz (Nečemice) bewirtschaftet wurden. Größtes Unternehmen war die Cichorien-Kaffee-Fabrik von Aloys Löbl in Kaunowa. Außerdem besaßen die Fürsten Schwarzenberg, die Franz Fischbachschen Erben und Vincenz Zeßner von Spitzenberg Steinkohlenwerke bei Kaunowa, die sämtlich verpachtet waren. Zum Gut Kaunowa gehörten die Dörfer Kaunowa und Wellhotten (Lhota pod Džbánem). Das Dorf Kaunowa bzw. Kaunow / Kauniowa bzw. Konowa bestand aus 71 Häusern mit 467 Einwohnern, darunter einer jüdischen Familie. Unter herrschaftlichem Patronat standen die Pfarrkirche des hl. Veit, die Pfarrei und die Schule. Außerdem gab es im Ort einen herrschaftlichen Meierhof. Abseits lag die Kapelle des hl. Adalbert. Auf dem Berge nordöstlich des Dorfes lag die Ruine der Burg Kaunowa. Kaunowa war Pfarrort für Wellhotten und Johannesthal. Bis zur Mitte des 19. Jahrhunderts blieb Kaunowa der Fideikommissherrschaft Kornhaus mit Kaunowa untertänig.
Nach der Aufhebung der Patrimonialherrschaften bildete Kaunowa / Kounová ab 1850 eine Gemeinde im Bezirk Rakonitz und Gerichtsbezirk Rakonitz. Ende 1870 nahm die Buschtěhrader Eisenbahn den Bahnverkehr zwischen Prag und Sádek auf. Bis 1874 wurde in der Schule zweisprachig unterrichtet; nach der Änderung des Schulgesetzes, das keinen zweisprachigen Unterricht mehr gestattete, wurde der Unterricht in deutscher Sprache abgehalten. 1878 wurde Kaunowa dem Bezirk und Gerichtsbezirk Saaz zugeordnet. 1886 wurde östlich des Dorfes ein neuer Friedhof geweiht und der alte Friedhof an der Kirche aufgehoben. Zum Ende des 19. Jahrhunderts lebte der größte Teil der Bewohner von der Landwirtschaft, insbesondere dem Hopfenbau bzw. der Forstarbeit. Außerdem wurden ca. 30 kleine Steinkohlenzechen sowie Tongruben betrieben. In dieser Zeit setzte in dem an der Sprachgrenze gelegenen Dorf der Zuzug tschechischsprachiger Bevölkerung ein. 1904 wurde durch die Eisenbahn Rakonitz–Laun der Verkehr auf der Bahnstrecke Rakovník–Louny aufgenommen. Im Jahre 1918 waren zwei Drittel der Einwohner Deutschböhmen. 1921 lebten in den 177 Häusern von Kaunowa 980 Personen, darunter waren 509 Tschechen und 460 Deutschböhmen. Der Großgrundbesitz der Familie Schwarzenberg wurde in den 1920er Jahren im Zuge der Bodenreform parzelliert. 1926 eröffnete in Kaunowa eine tschechischsprachige Bürgerschule. Das nach Plänen des Architekten Milan Babuška errichtete neue Schulhaus für die tschechische Schule Svatopluk Čech wurde 1930 fertiggestellt. Im Jahre 1930 hatte Kaunowa 1084 Einwohner, 1932 waren es 980. Im Ort gab es u. a. die Elektrizitätsgenossenschaft für den Ort Kaunowa, den Spar- und Darlehenskassenverein für Kaunowa, das Großgut Polívka, sechs Gaststätten, einen Hopfenhändler, eine Ziegelei, die Steinkohlengrube Adolfschacht, elf Bauern sowie verschiedene Handwerker und Händler. 1934 entdeckte der Lehrer Antonín Patejdl die Steinreihen auf der Rovina. Im Jahre 1938 wurde mit dem Adolfschacht die letzte Steinkohlengrube von Kaunowa stillgelegt, wenig später wurde auch der Ton- und Kaolinbergbau eingestellt.
Nach dem Münchner Abkommen wurde das gemischtsprachige Dorf 1938 dem Deutschen Reich zugeschlagen, der Bahnhof Kaunowa wurde zum Grenzbahnhof. Im Jahre 1939 lebten in Kaunowa 852 Personen. Bis 1945 gehörte die Gemeinde zum Landkreis Saaz. Nach dem Ende des Zweiten Weltkrieges kam Kounov zur Tschechoslowakei zurück und die deutschsprachige Bevölkerung wurde vertrieben. Im Jahre 1960 wurde Kounov dem Okres Rakovník zugeordnet. 1980 erfolgte die Eingemeindung von Janov. Am 24. November 1990 löste sich Janov wieder von Kounov los und bildete eine eigene Gemeinde. Kounov ist ein bedeutender Hopfenanbauort. Die frühere deutsche Schule dient heute als Sitz der Gemeindeverwaltung.

## Gemeindegliederung
Für die Gemeinde Kounov sind keine Ortsteile ausgewiesen. Zu Kounov gehören die Einschicht Na Rovinách und Perun.

## Paläontologische Fundstätte
Das Steinkohlenflöz von Kounov zeichnet sich durch reichhaltige Fossilien aus dem Paläozoikum aus. In den 1870er Jahren beschrieb Antonín Frič den Fisch Trissolepis kounoviensis, daneben wurden aus den Funden von Kounov zahlreiche weitere Arten des Paläozoikum erstbeschrieben.

## Sehenswürdigkeiten
- Steinreihen von Kounov, die 14 Steinreihen aus über 2000 Quarzitsteinen wurden von 1934 vom Lehrer Antonín Patejdl entdeckt.
- Kirche des hl. Veit, der gotische Bau wurde in der Mitte des 18. Jahrhunderts barock umgestaltet. Neben der Kirche befindet sich ein zweigeschossiger barocker Glockenturm. Die große Glocke mit der Jahreszahl 1584 war ein Geschenk von Burjan Nostitz von Nostitz.
- Wallfahrtskapelle des hl. Adalbert, nördlich des Dorfes auf der Rovina, barock erneuert im Jahre 1706. Nach einer Legende soll sich der hl. Adalbert von Prag auf seiner Rückreise von Rom in den Wäldern beim Hof des Kuna verirrt haben und an einer Lichtung auf Hirten gestoßen sein, die ihm den Weg wiesen. Als er um einem Trank bat, zeigten sie ihm ihre Quelle, die infolge einer langen Dürre zu einer schlammigen Pfütze ausgetrocknet war. Adalbert bestieg daraufhin das nahegelegene Plateau und betete um Regen. Kurz darauf zog ein Gewitter heran und beendete die Dürre. Der Felsen über der Quelle wurde danach zu einem Wallfahrtsort. Nach Ansicht einiger Forscher soll die Kapelle einst die Dorfkapelle des 1318 erloschenen Dorfes Krchleby gewesen sein.
- Frühzeitlicher Burgstall Rovina mit mächtigen Steinwällen, nördlich des Dorfes auf der Rovina
- Burgruine Džbán, östlich von Kounov am Rande des Džbán-Plateaus
- Grundschule, erbaut 1929–1930 nach Plänen des Architekten Milan Babuška als Tschechische Bürgerschule Svatopluk Čech
- Turnhalle (Sokolovna), sie entstand 1936–1937 neben der Tschechischen Schule nach Plänen des Prager Architekten Alois Zima. Die Ausführung des repräsentativen Bauwerkes mit großer Freitreppe erfolgte durch den Rakonitzer Baumeister Vopršal. Das Schmuckstück ist ein von Oskar Brázda honorarlos entworfener Vorhang mit Allegorien aus der Geschichte des Sokol. Anlässlich des 70. Jubiläums der Einweihung wurden die während der deutschen Besetzung zerstörten Falkenfiguren vom Bildhauer Václav Krob aus Hředle nachgefertigt.[7]
- Gasthaus U Tří lip mit Saal, es dient heute als Kultur- und Tourismuszentrum der Gemeinde und beherbergt auch eine Ausstellung zu den Steinreihen.

## Persönlichkeiten
- Karl Wagner (1887–1966), deutsch-böhmischer Porträtmaler und Landschaftsmaler